# Royal York (métro de Toronto)
Pour les articles homonymes, voir Royal York.
Royal York est une station de la ligne 2 Bloor-Danforth, du métro de la ville de Toronto en Ontario au Canada. Elle est située au 3012 Bloor Street West à l'intersection de Royal York Road.

## Situation sur le réseau
Établie en surface, la station Royal York de la ligne 2 Bloor-Danforth, est précédée par la station Islington, en direction du terminus Kipling, et elle est suivie par la station Old Mill en direction du terminus Kennedy.

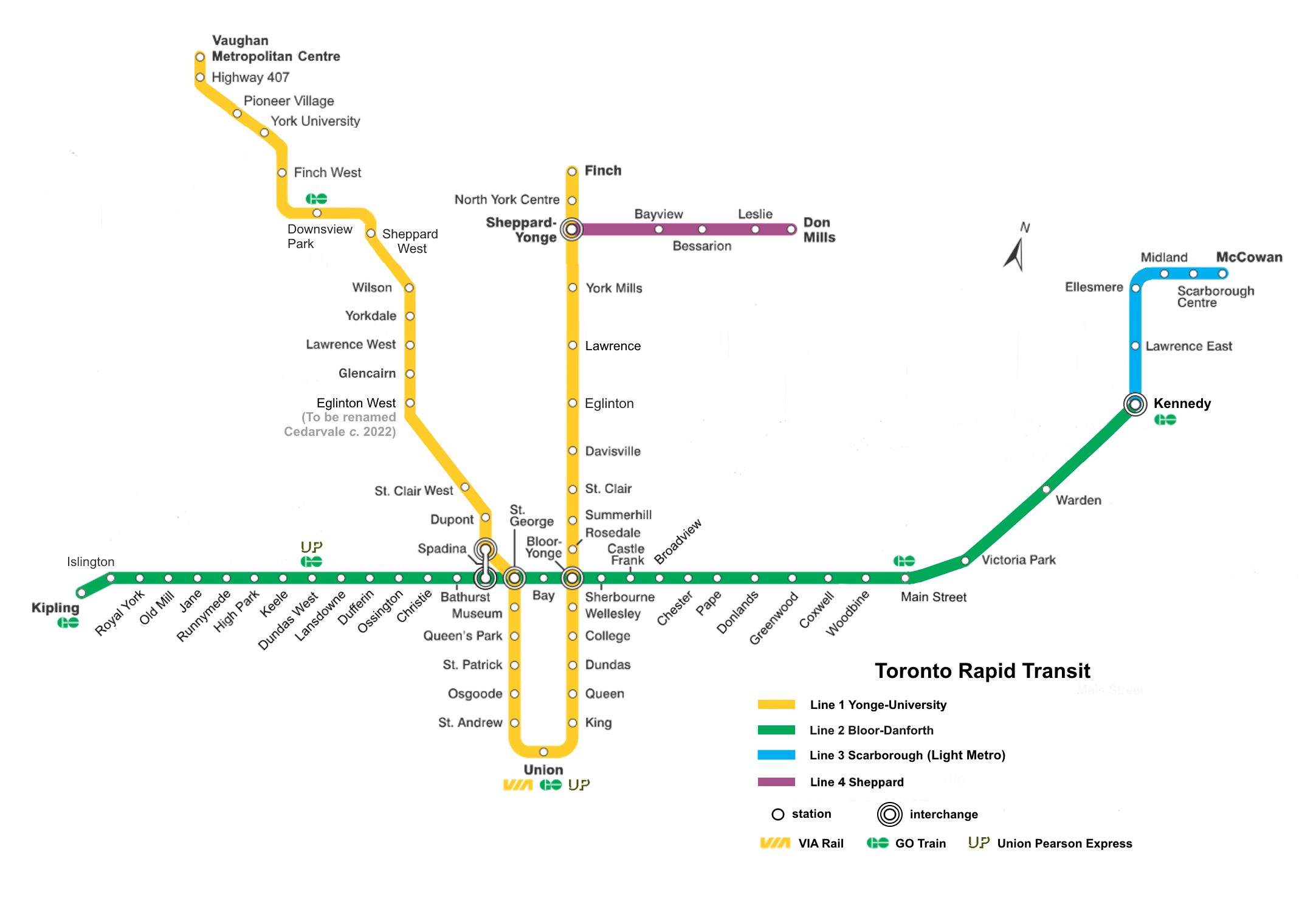
Plan du métro de Toronto (2018).

## Histoire
La station a est inaugurée le 10 mai 1968.
Elle reçoit en moyenne une fréquentation de 19 440 passagers par jour au cours de l'année 2009-2010.

## Services aux voyageurs

### Intermodalité
Elle est desservie par les bus des lignes : 15 Evans, 48 Rathburn, 73C Royal York et 76 Royal York South.

## À proximité
La station se situe à proximité du quartier The Kingsway et du cours d'eau Mimico Creek.